# Paranthodon
Paranthodon là một chi khủng long, được Nopcsa mô tả khoa học năm 1929.